# Influenzavirus A subtype H5N1

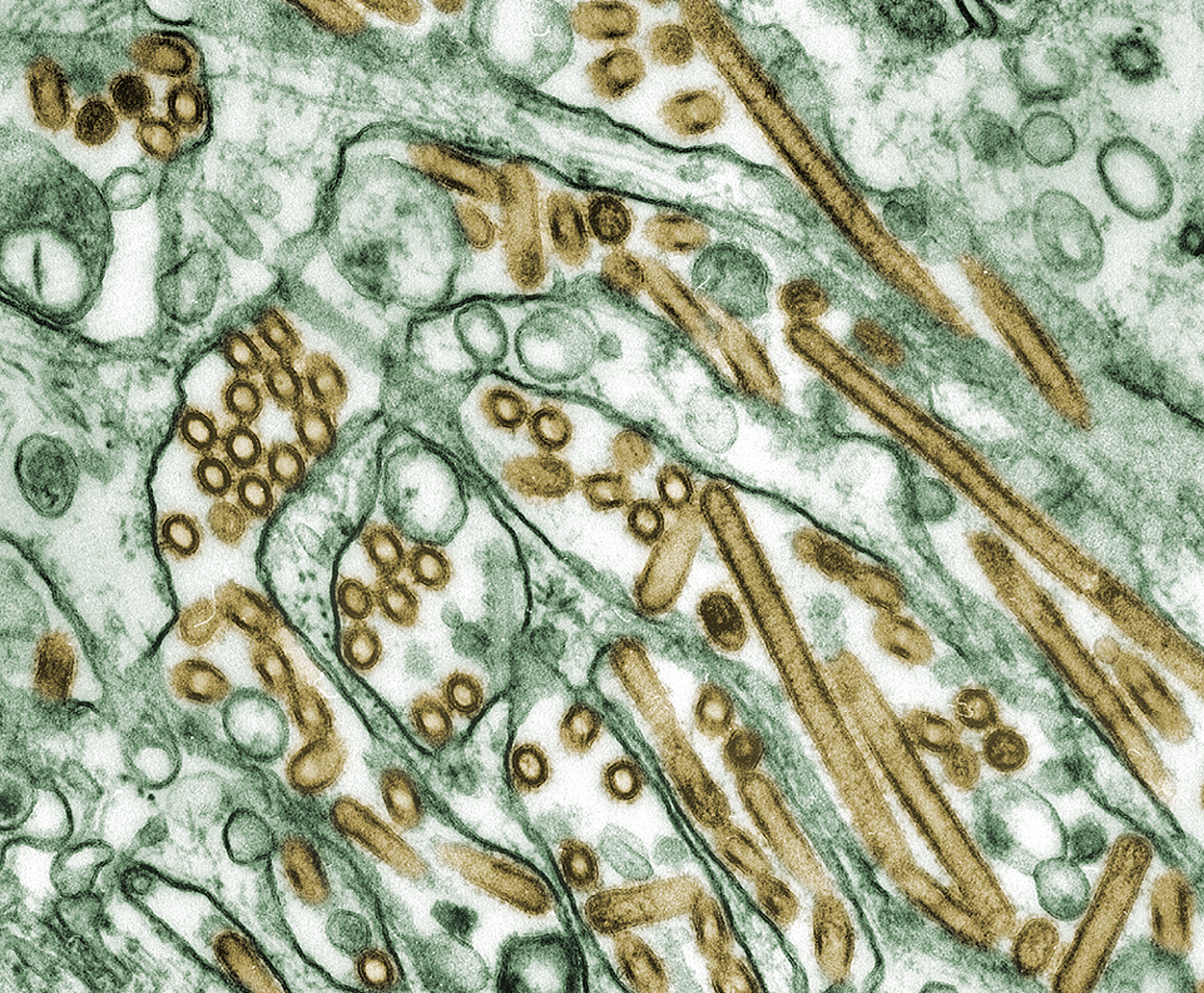
H5N1-variëteit

H5N1 is een variant van het vogelpestvirus die gevaarlijk is voor mensen. "H5" verwijst naar het type hemagglutinine in de eiwitmantel en "N1" naar het type neuraminidase. Het betreft in beide gevallen antigenen die een rol spelen bij respectievelijk binding aan de celmembraan en het loskomen van nieuw geproduceerde virussen uit een geïnfecteerde cel.

## Het virus
H5N1 is een Influenza A- of "aviaire influenzavirus" dat een virale infectie (griep) veroorzaakt bij gevogelte. Mensen bij wie het virus is aangetroffen, zijn voornamelijk besmet door intensief fysiek contact met besmet pluimvee. Bekend is dat enkele katachtigen geïnfecteerd zijn geraakt met H5N1.

### Trekvogels en pluimvee
H5N1 is endemisch in vogels in Zuid-Azië en dreigt endemisch te worden bij alle vogels. Dit komt doordat besmette trekvogels het virus wereldwijd verspreiden. Bekend is dat pluimvee vatbaar is voor het virus en dat het besmet kan worden door onder meer de uitwerpselen van besmette trekvogels.
Op 20 februari 2007 werd bekendgemaakt dat in een dierentuin in Islamabad (Pakistan) ten minste 4 pauwen en een gans dood gingen aan de H5N1-besmetting.

### Mortaliteit
De mortaliteit bij mensen door het virus is niet goed bekend, omdat milder verlopende infecties niet altijd geregistreerd worden. Over het algemeen wordt aangenomen dat griepvirussen die afkomstig zijn van vogels en een pandemie hebben veroorzaakt, in 2,5-5% van de ziektegevallen dodelijk zijn geweest. De uitkomst van een groot epidemiologisch onderzoek in Vietnam in 2006 suggereert, dat een H5N1-infectie bij mensen veelal als een gewone griep verloopt.

## Transmissie en besmetting
Besmette vogels dragen het virus over op elkaar door hun speeksel, lichaamsvocht of feces. Andere vogels pikken het virus op door direct contact met deze afscheidingen of door contact met hiermee bedekte oppervlakken. Omdat trekvogels ook besmette dragers van het virus zijn, kan het virus gemakkelijk over de hele wereld verspreid worden.
Daar het H5N1-virus een griepvirus is, heeft het symptomen die overeenkomen met de gewone griep, zoals koorts, hoesten, pijnlijke keel en pijnlijke spieren. In zwaardere gevallen kan het leiden tot longontsteking, cytokinestorm of respiratoir falen. In 2025 overleed  in Louisiana(VS) een patiënt aan de besmetting.

## Technische Informatie
H5N1 is een type van het aviaire influenzavirus (vogelgriepvirus) dat door antigene drift is gemuteerd in een flink aantal hoogpathogene varianten, die allemaal behoren tot het genotype Z van het H5N1-virus. Genotype Z is in 2002 ontstaan door antigene shift van eerdere hoogpathogene genotypen van H5N1, die in 1996 opdoken bij vogels in China en in 1997 in Hongkong bij mensen.
Deze infectie bij mensen viel samen met een epizoötie (een epidemie onder dieren) van H5N1-influenza bij pluimvee in Hongkong. Een mogelijke panzoötie (pandemie onder dieren) werd afgeweerd door de hele pluimveestapel in de regio te vernietigen. De naam H5N1 refereert aan de subtypen van oppervlakte-eiwitten bij het virus: hemagglutinine type 5 en neuraminidase type 1.
Genotype Z van het aviaire influenzavirus H5N1 is het nu dominante genotype van het virus. Genotype Z is endemisch in Zuidoost-Azië en vormt op de lange termijn een pandemische bedreiging.
H5N1 heeft, net als andere aviaire influenzavirussen, strengen die "hoogpathogeen" (HP) en "laagpathogeen" (LP) zijn.  LPAI-virussen zijn vaak minder virulent, maar deze virussen kunnen dienen als voorouder van HPAI-virussen. De huidige streng H5N1 van het genotype Z is een HPAI-streng. Bij de classificatie van een virus wordt uitgegaan van de pathogeniciteit bij pluimvee, niet bij mensen. Normaal gesproken is een HPAI-virus niet hoogpathogeen bij mensen of andere vogels dan pluimvee. 

### Terminologie
Aviaire influenza is geen ondersoort van de Orthomyxoviridae. De term "aviaire influenza" duidt een ziekte aan en geen virus. De virusfamilie Orthomyxoviridae bestaat uit 5 ondersoorten: Influenzavirus A, Influenzavirus B, Influenzavirus C, Isavirus en Thogotovirus. Influenzavirus A is niet hetzelfde als "aviaire influenza": het eerste is een virus, het laatste een ziekte.
De soort genaamd aviaire influenzavirus heeft een subtype genaamd H5N1, dat een streng heeft dat hoogpathogeen H5N1 genoemd wordt en een genotype of streng Z bevat, die in twee genetische clades onderverdeeld kan worden. Van de H5N1 Genotype Z-virussen kan alleen clade 1 mensen infecteren.

### Het virus en de omgeving
Het virus kan onbepaalde tijd overleven in een omgeving van enkele tientallen graden onder nul. Het kan echter niet tegen hitte.
Overlevingstijden:
- meer dan 30 dagen bij 0 °C of lager (vorst);
- 6 dagen bij 37 °C - lichaamstemperatuur van de mens, hoge koorts kan het virus vernietigen;
- 3 uur bij 56 °C;
- 30 minuten bij 60 °C of hoger.

De ontsmetting van apparatuur, oppervlakken en dergelijke met warmte moet dus ruim 30 minuten met temperaturen van boven de 60 °C geschieden.
Er zijn ook diverse oxiderende en desinfecterende middelen bekend die het virus inactief kunnen maken alsmede een zure omgeving.

## H5N1-chronologie

### Verspreiding
Sinds de eerste waarneming in 1996 in China is het virus in 2023 ook in Europa in vele landen waargenomen. Aanvankelijk seizoengebonden, wordt het virus nu het hele jaar door aangetroffen bij wilde vogels. 

#### Nederland
Het RIVM schat de situatie als zeer ernstig in voor zowel de pluimveehouders als voor de natuur en de samenleving.